# Jürgen Andersen
Jürgen Andersen (Tönder, 1600 – 1675) è stato un viaggiatore tedesco.
Nel 1644 partì alla volta di Persia e Giappone, ma attraversò anche Cina e India per poi tornare in Germania nel 1650. Le relazioni del suo peregrinare furono redatte nel 1669 da Adam Olearius.
| Controllo di autorità | VIAF (EN) 265444881 · ISNI (EN) 0000 0000 8381 5782 · CERL cnp00483581 · LCCN (EN) no2002072705 · GND (DE) 124816010 |